# Aristocracy
Aristocracy er en amerikansk stumfilm fra 1914 af Thomas N. Heffron.

## Medvirkende
- Tyrone Power Sr. som Jefferson Stockton
- Marguerite Skirvin som Diana Stockton
- Edna Mayo som Virginia Stockton
- Arthur Hoops som Emil von Haldenwald
- Ida Waterman som Mrs. Lawrence